# Majdan Lipowiecki (Lipowce)
Majdan Lipowiecki (ukr. Майдан Ліповецький) – dawniej wieś, obecnie południowo-zachodnia część wsi Lipowce na Ukrainie w rejonie przemyślańskim należącym do obwodu lwowskiego. Rozpościera się wzdłuż ulicy Majdan. Znajdują się tu ruiny kościoła.

## Historia
Dawniej wieś w Bezirk Gliniany, stanowiąca gminę jednostkową (381 mieszkańców w 1854 roku) w większości zamieszkałą przez rzymskokatolickich Polaków; od 1867 w powiecie przemyślańskim.
W II Rzeczypospolitej początkowo gmina jednostkowa w powiecie przemyślańskim w województwie tarnopolskim. W 1921 gmina Majdan Lipowiecki liczyła 123 zagrody i 662 mieszkańców (samych Polaków, w tym 110 grekokatolików). W 1931 w Majdanie zagród było 160, a mieszkańców 753. W związku z reformą administracyjną kraju 1 sierpnia 1934 Majdan Lipowiecki wszedł w skład wiejskiej zbiorowej gminy Przemyślany w powiecie lwowskim, w obrębie której utworzył gromadę obejmującą miejscowości: Kamienna, Luźne, Majdan Lipowiecki, Na Górze, Roiska i Suchodół.
Podczas II wojny światowej weszły w skład powiatu lwowskiego (Kreishauptmannschaft Lemberg), należącego do dystryktu Galicja w Generalnym Gubernatorstwie, w gminie Przemyślany; liczba mieszkańców w 1943 roku wynosiła 661. W 1944 roku 40 osób narodowości polskiej w Majdanie zamordowali nacjonaliści ukraińscy.
Po II wojnie światowej znalazł się w strukturach ZSRR (Ukraińskiej SRR), gdzie został włączony do Lipowiec.